# Wilkostowo 23/24
Wilkostowo 23/24 (stanowisko archeologiczne) – stanowisko archeologiczne nr 23/24 w Wilkostowie, w województwie kujawsko-pomorskim, w powiecie aleksandrowskim, w gminie Aleksandrów Kujawski.

## Położenie stanowiska
Okolice Wilkostowa położone są w północnej części Równiny Inowrocławskiej. Istotną cechą geologii tego terenu są wysady solne dostarczające wód solankowych. Na rzeźbę terenu szczególny wpływ miały zlodowacenia datowane na plejstocen. Pozostawiły one pokrywę miąższości ok. 40-50 m. Na obszarze wysoczyzny są to dwa poziomy glin zwałowych. W dolinach rozwinęły się natomiast piaszczyste sandry. Wilkostowo 23/24 położone jest na sandrze zlokalizowanym w widłach Tążyny i Kanału Parchańskiego. Stanowisko ulokowane jest w wyższych partiach terenu, około 4–5 m powyżej dna doliny. W okolicy dominują gleby bielicoziemne, rozwinięte na podłożu piasku oraz utwory hydrogeniczne. Zróżnicowanie pokrywy glebowej stanowi odbicie zmienności pokrywy roślinnej. W holocenie na obszarach wysoczyzny morenowej dominowały wielogatunkowe lasy liściaste, w dolinach z większym udziałem sosny, zaś na terenach podmokłych występowały olesy  i łozowiska. Wskazuje to na wysoką bioróżnorodność ówczesnego ekosystemu.

## Historia badań
Stanowisko zostało odkryte w roku 1980 przez Aleksandra Kośko w trakcie badań powierzchniowych prowadzonych w ramach Archeologicznego Zdjęcia Polski. W roku 1999, w trakcie wizytacji reliktów neolitycznych w dolinie Tążyny, ujawniono intensywne, agrotechniczne niszczenie stanowiska. Dotyczyło to szczególnie jego części centralnej. Przesądziło to o konieczności przeprowadzenia badań wykopaliskowych o charakterze ratowniczym. Kierowała nimi Lucyna Domańska oraz Seweryn Rzepecki z Instytutu Archeologii Uniwersytetu Łódzkiego. Finansowanie zapewniało wsparcie ze strony Wojewódzkiego Urzędu Ochrony Zabytków we Włocławku oraz Fundacji Uniwersytetu Łódzkiego. Badania trwały z przerwami w latach 1999-2011, ogółem zbadano powierzchnię 10120,5 m² odkrywając bardzo bogate ślady osadnictwa z okresu neolitu. Wyniki badań zostały opublikowane w roku 2014

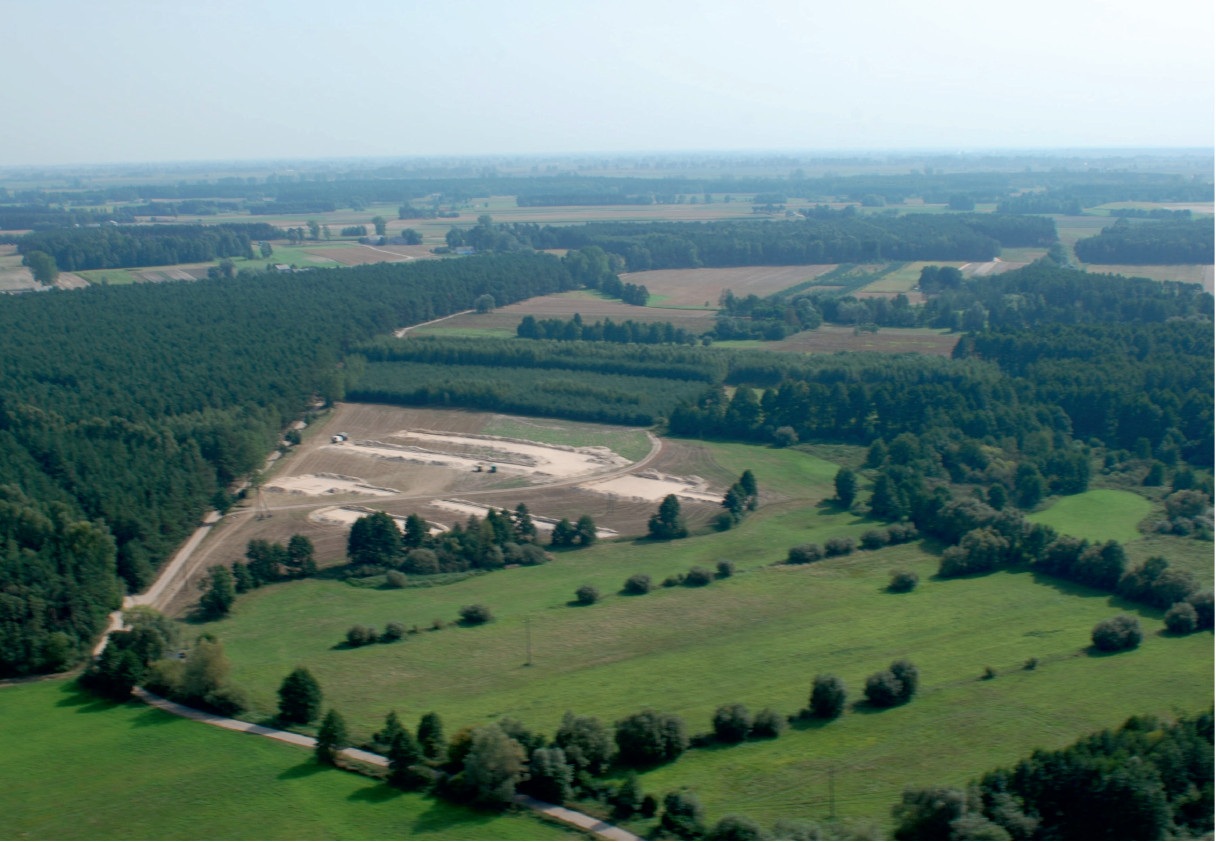
Wilkostowo 23/24 w trakcie badań wykopaliskowych

## Osada kultury pucharów lejkowatych
Choć najstarsze ślady zasiedlenia terenu stanowiska Wilkostowo 23/24 należy datować na paleolit i mezolit, to związane one były jedynie z krótkotrwałymi obozowiskami łowieckimi. Ich reliktami są jedynie pojedyncze narzędzia krzemienne. Bardziej intensywne wykorzystanie terenu stanowiska wiąże się dopiero z neolityczną kulturą pucharów lejkowatych.

### Zabudowa

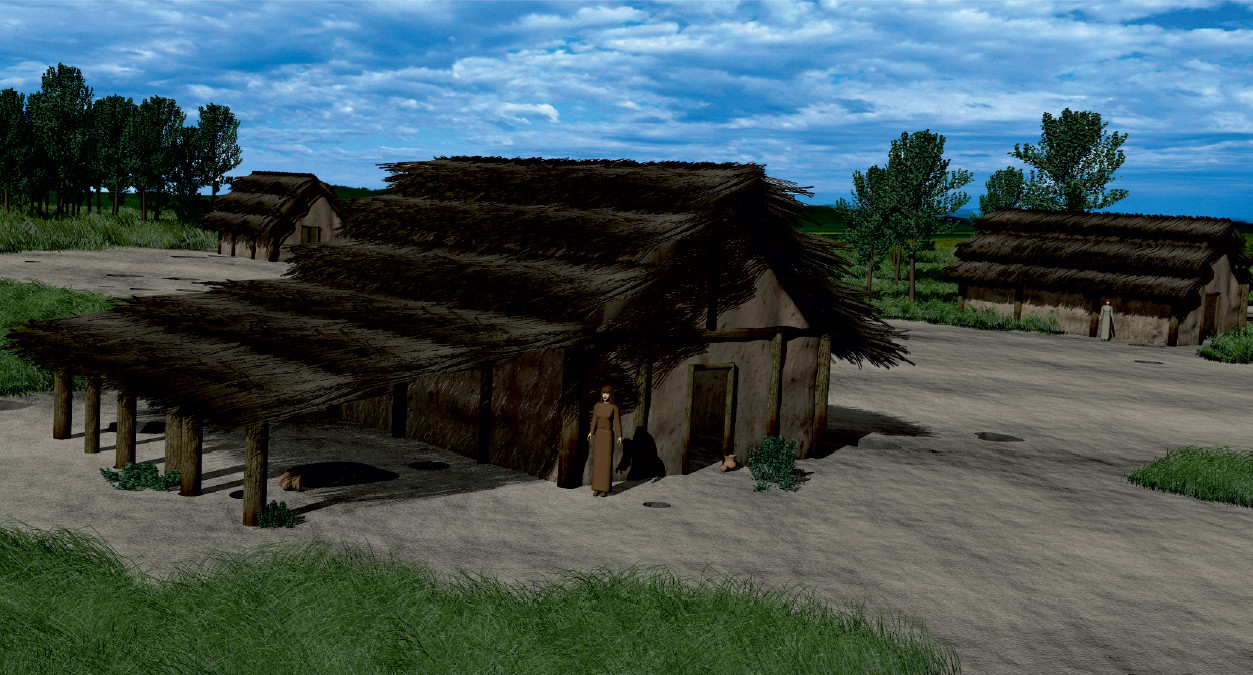
Chata nr 3 z Wilkostowa 23/24

Na terenie objętym badaniami wykopaliskowymi rozpoznano pozostałości 10 chat. Ich ściany zbudowano w technologii kompozytowej – łącząc drewno, gałęzie i glinę. Poświadczają to liczne znaleziska (ponad 106 kg) polepy, na której zachowały się odciski drewna. Powierzchnia większości chat była niewielka (średnia: 39 m²), choć odnotowano zarówno budynki wyraźnie większe (63 m²), jak i mniejsze (15 m²). Część budynków była też zaopatrzona w podcienia, dobrym tego przykładem jest np. chata nr 3. Biorąc pod uwagę jedynie częściowe zbadanie osady, należy sądzić, że pierwotnie składała się ona z 12-15 domów. Tworzyły one okolnicę o formie podwójnej elipsy.

### Podstawy gospodarcze osady

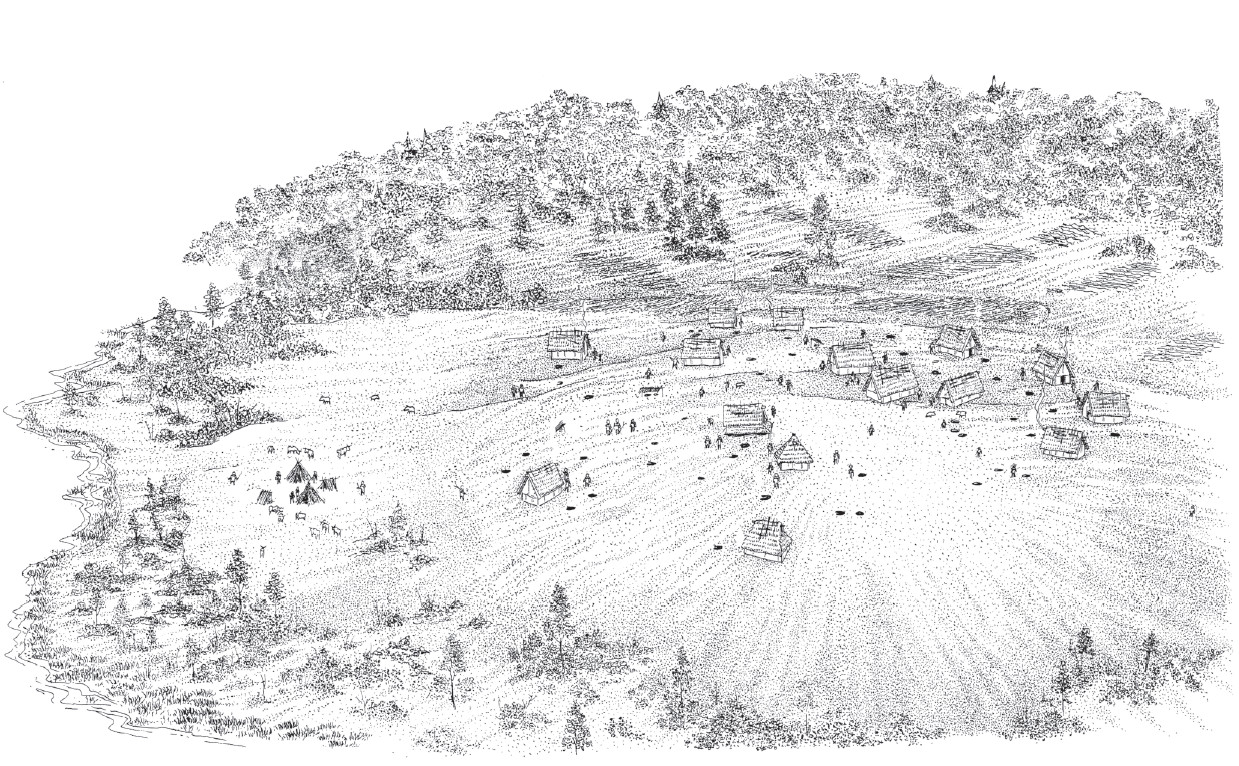
Rekonstrukcja osady kultury pucharów lejkowatych z Wilkostowa 23/24

Dobry stan zachowania źródeł archeologicznych wydobytych w trakcie wykopalisk w Wilkostowie 23/24 pozwala na charakterystykę wielu aspektów życia mieszkańców osady

#### Rolnictwo
Podstawą utrzymania ludności kultury pucharów lejkowatych z Wilkostowa 23/24 było rolnictwo. Teren pól uwolniony został z roślinności przy użyciu ognia (technika żarowa). Poświadczają to m.in. wyniki analiz geochemicznych. Na każde 100 m² zlewni jeziora zlokalizowanego w pobliżu stanowiska spalano ok. 500 kg drewna. Pozyskiwane w ten sposób pola były wykorzystywane w systemie wypaleniskowo-odłogowym. Analizy odcisków roślin znalezionych na ceramice wskazują, że uprawiano przede wszystkim pszenicę samopszę, pszenicę płaskurkę oraz orkisz.  Szacunki sugerują, że efektywność upraw była stosunkowo wysoka i wynosiła ok. 0,45-0,55 tony/hektar. Zbiory ziarna przechowywano w tzw. jamach zasobowych na terenie osady. Mogło to dotyczyć ok. 27 ton ziarna rocznie, co jest wielkością pozwalającą na przeżycie około 100 osób.

#### Hodowla
W Wilkostowie 23/24 odkryto w sumie niemal 5000 fragmentów kości zwierzęcych. Jest to największy zespół źródeł kostnych kultury pucharów lejkowatych z terenu Kujaw. Wyniki analiz osteologicznych wskazują na dominację hodowli bydła (69,9%). Mniejsze znaczenie miały świnie (16,6%) i owce (11,4%). Zwierzęciem udomowionym był też pies.

#### Łowiectwo
Kości dzikich ssaków stanowią niewielki odsetek szczątków osteologicznych (0,6%). Poświadcza to niewielkie znaczenie łowiectwa dla mieszkańców osady. Polowano na dzikie konie, jelenie, sarny, dziki, tury i rysie. Zajmowano się również zbieractwem małży oraz połowami ryb.

#### Garncarstwo
Na stanowisko odkryto bardzo liczny zbiór ceramiki. Składa się on z ok. 50 000 fragmentów naczyń o łącznej wadze ok. 433 kg. Wielkość zespołu pozwala na dobre rozpoznanie cech charakterystycznych garncarstwa kultury pucharów lejkowatych.
Najliczniejszą (153 egz.) formę naczyń stanowiły puchary lejkowate. Wytwarzano je głównie z gliny zmieszanej z szamotem. Zdobione były dość prostymi wątkami – w formie odciskanych słupków, niekiedy również zygzaków. Większość zdobień umieszczonych było tuż pod wylewami naczyń, rzadziej zdobione ich brzuśce. Rzadziej (24 egz.) odkrywano puchary moździerzowate. Były one zdobione najprostszymi wątkami – złożonymi z odcisków palca pod krawędzią wylewu. Względnie licznie (120 egz.) identyfikowano amfory. Ich cechą charakterystyczną jest bogate zdobnictwo, tzw. "drabinkowe", pokrywające brzuśce naczyń. Popularną formą naczynia były też flasze z kryzą; znane są one z 220 fragmentów. Ponadto odkryto naczynia w kształcie garnków, mis i waz oraz dzbanów.

#### Obróbka kamienia i krzemienia
Na osadzie zidentyfikowano przydomowe warsztaty obróbki krzemienia i kamienia. Służyły one do produkcji podstawowych narzędzi – krzemiennych sierpów, oraz kamiennych siekier, żaren i rozcieraczy. Znaczna ich część łączyła się z uprawą, zbiorami i przetwarzaniem pszenicy. Do zbioru zbóż wykorzystywano narzędzia z surowców egzotycznych: krzemienia czekoladowego i wołyńskiego. Narzędzia kamienne produkowano głównie z miejscowych kamieni narzutowych. Znane są jednak także importy – siekiery z serpentynitu i bazaltu.
Interesująca jest kwestia współwystępowania w Wilkostowie 23/24 śladów obróbki krzemienia i kamienia wokół tych samych domów. Poświadczać to może, że czynności te były wykonywane przez te same osoby.

#### Kuśnierstwo i tkactwo
Na narzędziach krzemiennych z Wilkostowa 23/24 zidentyfikowano ślady obróbki skór. związane było to zapewne z produkcją odzieży. Również w tym przypadku wykorzystywano importowane gatunki krzemieni. Odnaleziono ponadto 22 przęśliki, które poświadczają istotne znaczenie tkactwa.

#### Solowarstwo
Wyniki badań geochemicznych i analiz ceramiki sugerują wykorzystywanie przez mieszkańców osady źródeł solankowych.

### Chronologia osady
Chronologię osady określono na podstawie analizy stylistycznej naczyń (chronologia względna) oraz badań radiowęglowych. W pierwszym przypadku podkreśla się zbieżność zdobnictwa ceramiki z cechami garncarstwa fazy wióreckiej kultury pucharów lejkowatych. Znaczenie podstawowe mają w tym przypadku ornamenty oparte na różnych formach "zygzaka". Unikatowe znaczenie mają natomiast wyniki analiz radiowęglowych. Na podstawie serii 40 oznaczeń wykonanych z kości zwierzęcych oraz wykorzystując statystykę bayesowską sformułowano tezę, że funkcjonowanie osady należy łączyć z okresem ok. 3523-3491 p.n.e..

### Organizacja społeczna
Podstawową jednostką społeczną była rodzina nuklearna. Zamieszkiwała ona pojedynczy dom. Mieszkańcy różnych gospodarstw uwikłani byli w skomplikowane sieci relacji społecznych. Część z nich kooperowała ze sobą, świadectwem tego jest np. skupianie się obiektów zasobowych służących do gromadzenia ziarna na podwórzach łączących kilka domów. Interesujących przesłanek dostarczył układ obiektów odkrytych w pobliżu domu nr 5. Wokół niego skupionych było pięć jam o łącznej objętości ok. 9 m³, tj. niemal 28% objętości wszystkich "silosów" odkrytych w Wilkostowie 23/24. Jest to interpretowane jako wyraz kontroli zasobów, w tym przypadku ziarna. Wraz ze znaleziskiem destruktu topora bojowego może poświadczać to, że dom nr 5 zamieszkiwał wódz – przywódca rodowy

## Obozowisko kultury amfor kulistych
Na stanowisku, przede wszystkim w jego zachodniej części, odkryto ślady pobytu ludności kultury amfor kulistych.  Składa się na nie ok. 990 fragmentów ceramiki oraz bliżej niesprecyzowana ilość krzemieni. w tym ostatnim przypadku niemożność dokładnego oszacowania wielkości zespołu wynika ze zbieżności krzemieniarskich tradycji ludności kultury amfor kulistych i kultury pucharów lejkowatych.
W kilku obiektach znanych z Wilkostowa 23/24 zarejestrowano współwystępowanie ceramiki "amfor kulistych" i "pucharów lejkowatych". Jest to istotna przesłanka wskazująca na względną współczesność pobytu obu grup. W opinii Seweryna Rzepeckiego opierała się ona na kooperacji ludności rolniczej (kultura pucharów lejkowatych) oraz półwędrownych hodowców (kultura amfor kulistych). W Wilkostowie 23/24 była ona zapewne krótkotrwała